# Acrosoma

El acrosoma es un pequeño depósito situado en el extremo apical de la cabeza del espermatozoide y que contiene enzimas hidrolíticas. Principalmente la hialuronidasa, cuya misión es la separación progresiva —por efecto colaborativo de varios espermatozoides— de las células del cúmulo que rodean al ovocito, mediante la hidrólisis del polímero que las mantiene unidas, el ácido hialurónico. Otra de las enzimas que contiene el acrosoma es la acrosina, una enzima hidrolítica que rompe la zona pelúcida del ovocito y permite la entrada del espermatozoide ayudado por el movimiento del flagelo. No obstante, para que ocurra esta segunda reacción enzimática es necesario que otros espermatozoides hayan separado previamente las células del cúmulo que rodean al ovocito para hacerlo accesible a los espermatozoides que vendrán posteriormente, de los cuales uno de ellos fecundará al ovocito, es una vesícula secretora localizada en la cabeza del espermatozoide. La reacción del acrosoma consiste en la fusión de la membrana plasmática del espermatozoide con la membrana acrosómica externa.
El acrosoma se forma durante el proceso de espermatogénesis, a partir de la fusión de vesículas procedentes del aparato de Golgi, orgánulo donde se forman las enzimas antes mencionadas. En las primeras fases de la espermiogénesis, el acrosoma se presenta en forma de vesícula acrosomal o proacrosomal. Tras la condensación del núcleo celular, la vesícula se dirigirá al extremo apical de la cabeza en formación y presentará forma piramidal. El acrosoma está limitado por la membrana acrosomal externa (adosada a la membrana celular) y por la membrana acrosomal interna (adosada a la envoltura nuclear). 
Se forma el acrosoma para que el espermatozoide pueda penetrar en el óvulo, mediante un proceso complejo denominado reacción acrosómica.

Estructura de un espermatozoide.